# Hans Janke
Hans Janke (* 29. Juli 1944 in Erwitte; † 19. April 2022 in Wiesbaden) war ein deutscher Journalist und Medienmanager. Er war von 1995 bis 2009 stellvertretender Programmdirektor des ZDF und leitete von 1983 bis 1989 das Adolf-Grimme-Institut.

## Leben
Janke wurde im westfälischen Erwitte geboren und studierte von 1964 bis 1973 Publizistik, Geschichte und Philosophie in Bochum und Münster. 1967 hospitierte er zunächst beim Saarländischen Rundfunk und war später als freier Journalist beim NDR, WDR und Süddeutschen Rundfunk tätig. 1983 übernahm er die Leitung des Adolf-Grimme-Instituts in Marl.
1989 ging er zum ZDF und wurde 1992 Leiter der dortigen Hauptredaktion Spielfilm. Er entwickelte unter anderem das Konzept Fernsehfilm der Woche und erntete über Deutschland hinaus Anerkennung für sein Talent, mehrteilige Fernsehfilme erfolgreich ins Programm zu bringen. 1995 wurde er zusätzlich stellvertretender Programmdirektor des ZDF. Im Herbst 2001 war er als möglicher Nachfolger von ZDF-Intendant Dieter Stolte im Gespräch. Als im Folgejahr Markus Schächter zum neuen Intendanten gewählt wurde, galt der SPD-nahe Janke als ernsthafter Kandidat für dessen Nachfolge als Programmdirektor, seine Berufung scheiterte aber am Widerstand des konservativen Flügels im ZDF-Verwaltungsrat.
Ebenfalls 2002 unterbreitete ihm der Südwestrundfunk das Angebot, den Posten des dortigen Fernsehdirektors anzutreten, doch Janke entschied sich für einen Verbleib beim ZDF und wurde zusätzlich zu seinen bisherigen Aufgaben Koordinator für fiktionale Programme. 2008 wurde ihm für seine Verdienste der Hans-Abich-Preis verliehen. Im selben Jahr erhielt er zusätzlich den Sonderpreis des Robert-Geisendörfer-Preises. Zum 30. April 2009 ging er in den Ruhestand. Markus Schächter würdigte ihn zu seinem Abschied als „Großmeister seines Fachs“ und nannte ihn „eine der profiliertesten Persönlichkeiten des deutschen Fernsehens“.
Janke gehörte dem Aufsichtsrat des Adolf-Grimme-Instituts an, war Lehrbeauftragter an den Universitäten Bielefeld und Bochum und ranghohes Mitglied mehrerer Filmförderungsgesellschaften. Er gehörte 2010 zur Jury der 45. Goldenen Kamera.
Er verstarb am 19. April 2022 im Alter von 77 Jahren.